# David Munguía Payés
David Victoriano Munguía Payés es un ex-general del Ejército y sirvió como Ministro de Defensa de El Salvador de 2009 a 2011 y nuevamente de 2013 a 2019.

## Biografía

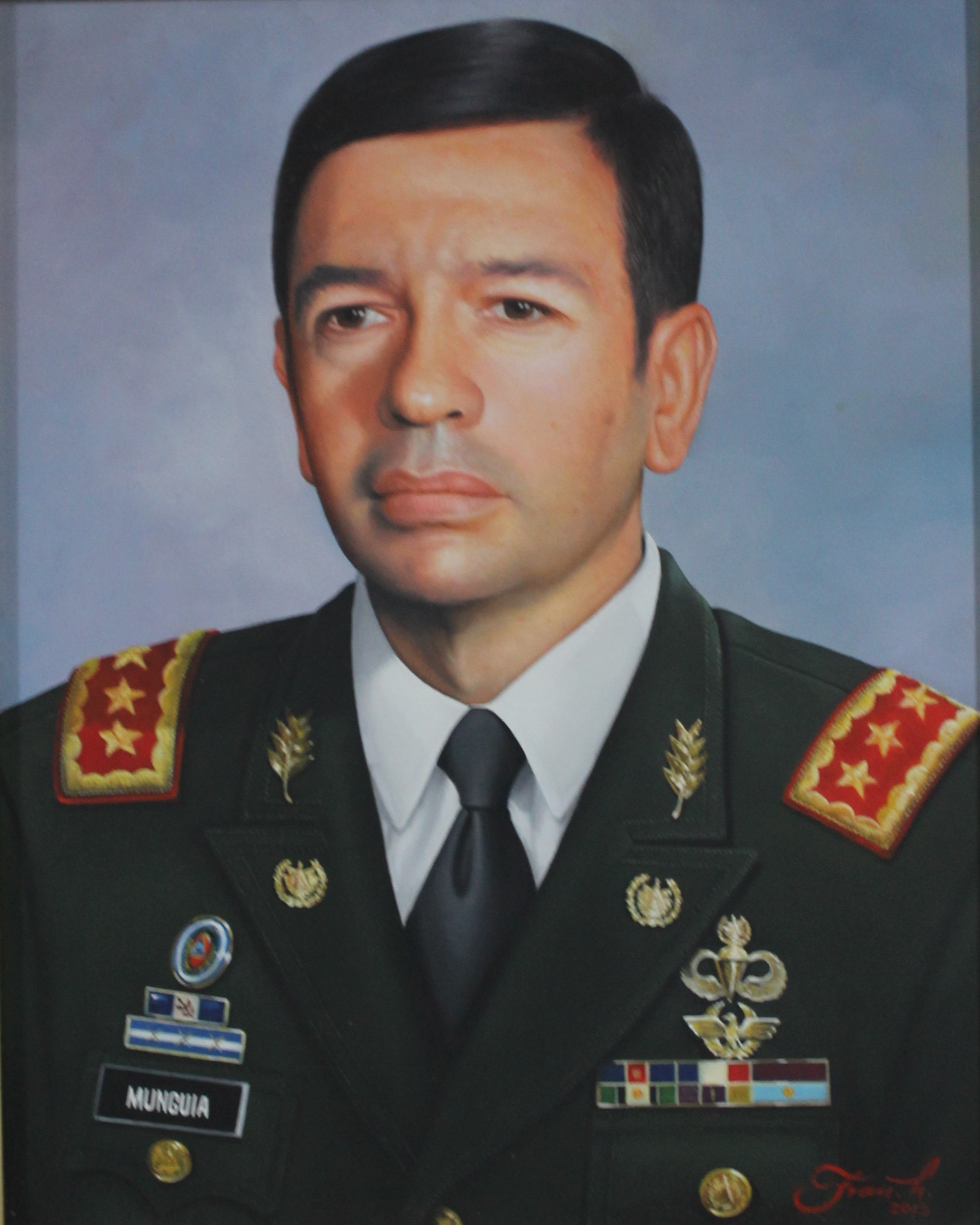
Retrato Oficial como Director

David Munguía Payés nació en El Salvador, durante las épocas y intereses a la militaria, fue Director de la Escuela Militar Capitán General Gerardo Barrios de 1996 a 1997.

## Trayectoria

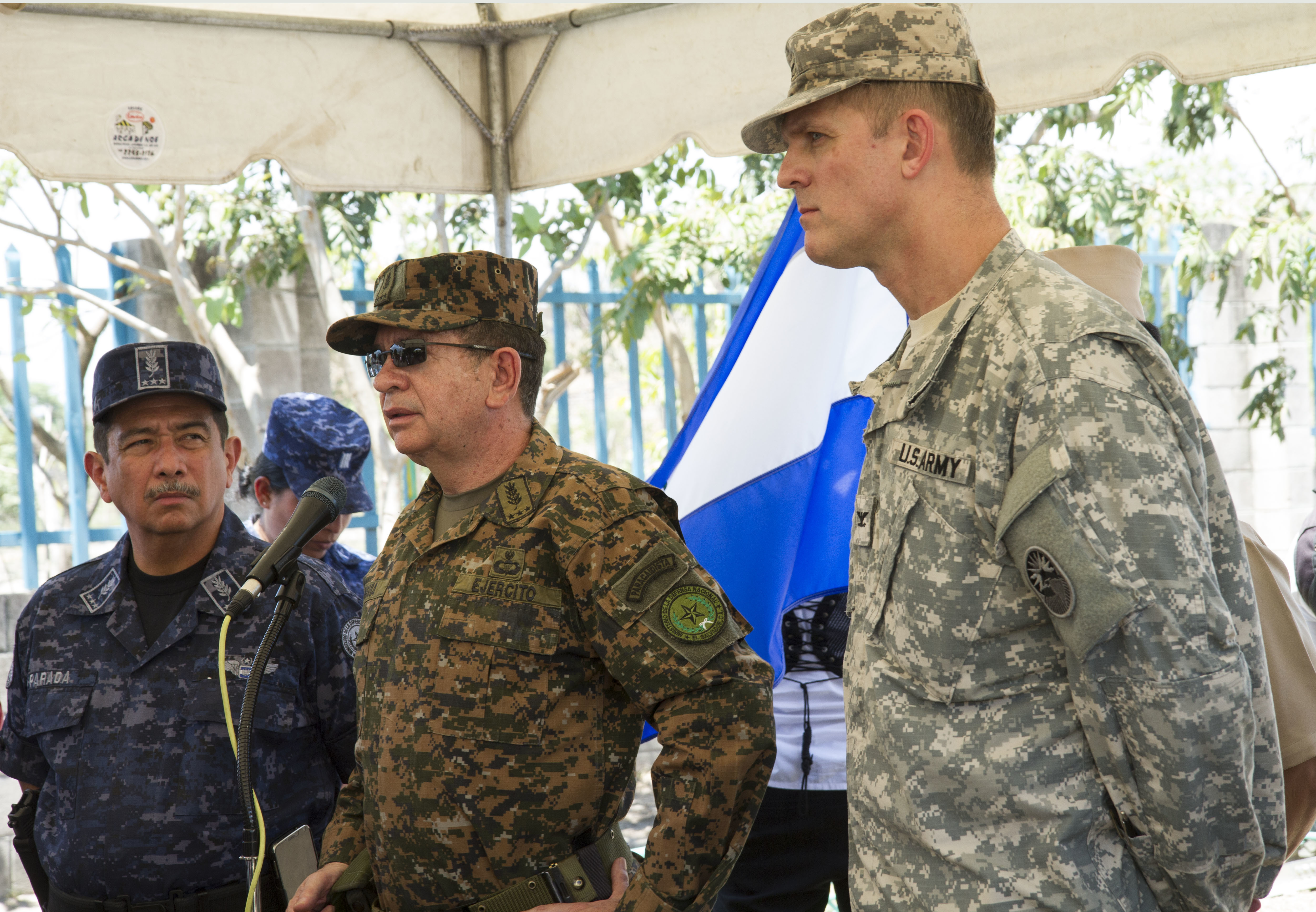
General Munguia Payes junto a un afilliado de las Fuerzas Armadas de los Estados Unidos

Fue designado como Ministro de Defensa de El Salvador el 1 de junio del 2009 por el presidente Mauricio Funes Se desempeñó hasta el 23 de noviembre del 2011 y fue reemplazado por José Atilio Benítez Parada, pero fue reintegrado al cargo el 12 de julio del 2013. Dejó el cargo el 1 de junio de 2019 y fue reemplazado por René Merino Monroy

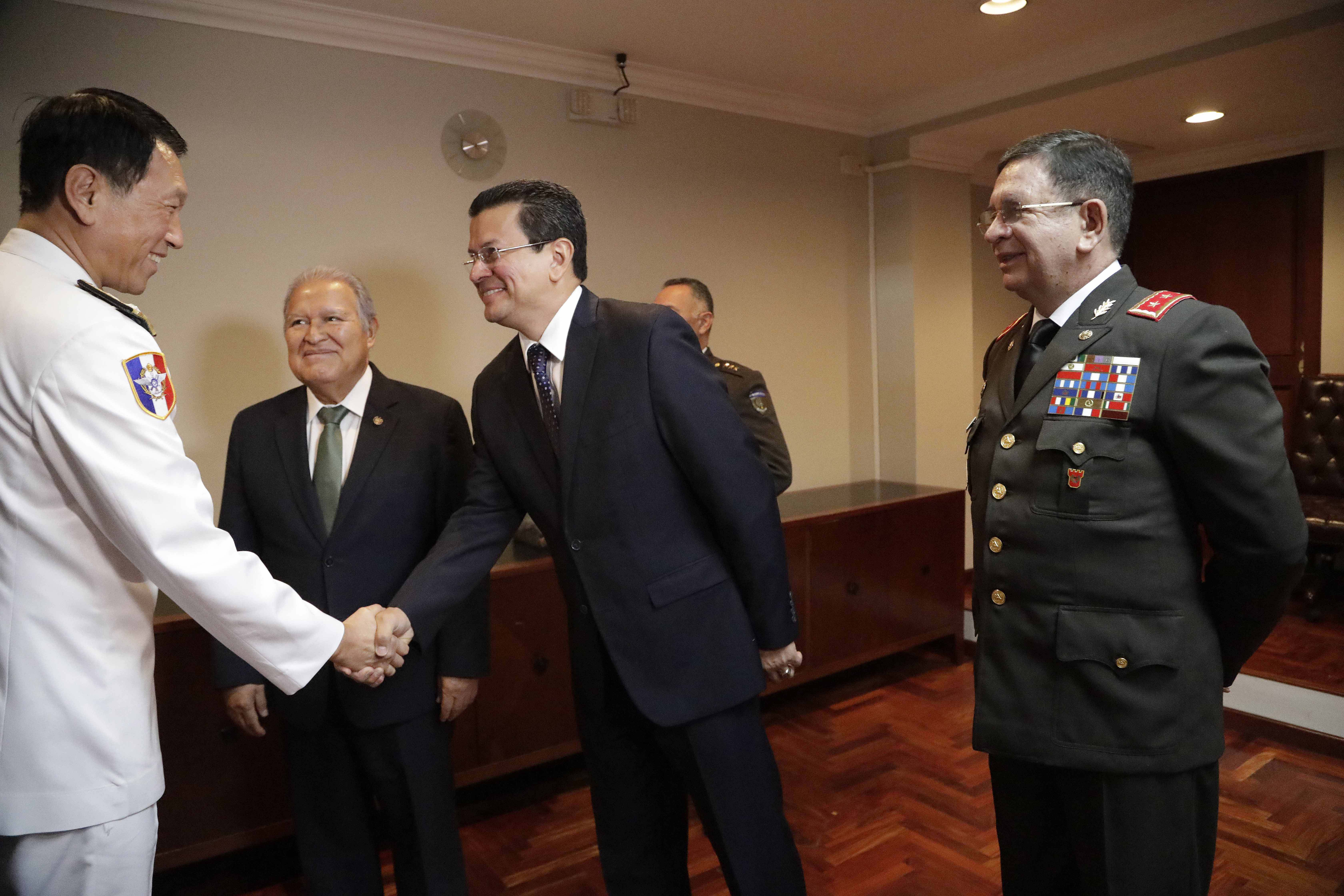
Reunión con el jefe de Estado Mayor Conjunto de las Fuerzas Armadas de Taiwán.

El 17 de noviembre de 2017, Munguía junto al expresidente Salvador Sánchez Cerén y el ministro de Relaciones Exteriores Hugo Martínez, realizó una visita oficial a Taiwán, con motivo de la capacitación de material militar personal, así como donaciones.

## Arresto
Munguía Payés fue arrestado el 23 de julio del 2020 por presuntamente negociar una tregua con las destacadas pandillas Mara Salvatrucha y la Mara Barrio 18 durante su mandato Posteriormente, un juez ordenó un arresto domiciliario. En octubre del 2020, ocho propiedades por valor de 1,4 millones de dólares fueron confiscadas a Munguía Payés por el gobierno salvadoreño debido a investigaciones fiscales que indican que pueden haber sido obtenidas a través de actividades ilegales.
El 30 de mayo, Munguía junto al expresidente Funes (actualmente exiliado en Nicaragua) fueron condenados, Munguía recibió 18 años de cárcel, en cambio Funes recibe una condena de 14 años adicionales de cárcel.